# 吴幼英
吴幼英（1946年6月—），江苏吴县人，生于香港，汉族，中华人民共和国政治人物，中国致公党党员，全国政协委员。
担任致公党中央常委、上海市委主委、上海市政协副主席。2008年，当选第十一届全国政协委员，代表中国致公党，分入第十一组。